# Coupe d'Hébé
'Coupe d'Hébé' est un cultivar de rosier ancien obtenu en 1840 par le rosiériste Jean Laffay. Il est issu d'un croisement rosier Bourbon x Rosa chinensis Jacq. C'est l'une des variétés de roses les plus appréciées des amateurs de roses anciennes. Son nom est dû à la déesse Hébé qui versait le nectar des dieux dans une coupe.

## Description
Ce rosier Bourbon tétraploïde présente de grosses fleurs roses doubles en forme de coupe très parfumées. Il fleurit en bouquets en juin-juillet avec parfois une petite remontée. Il produit de gros cynorrhodons orange à l'automne.
Son buisson vigoureux, au feuillage foncé, peut être conduit en sarmenteux jusqu'à 2 mètres et plus, pour une largeur de 150 cm. Ses nombreuses feuilles sont à trois folioles. Il est parfait aussi pour les haies et les massifs, mais craint le soleil très direct.
Sa zone de rusticité est de 5b à 10b ; il résiste donc au froid.

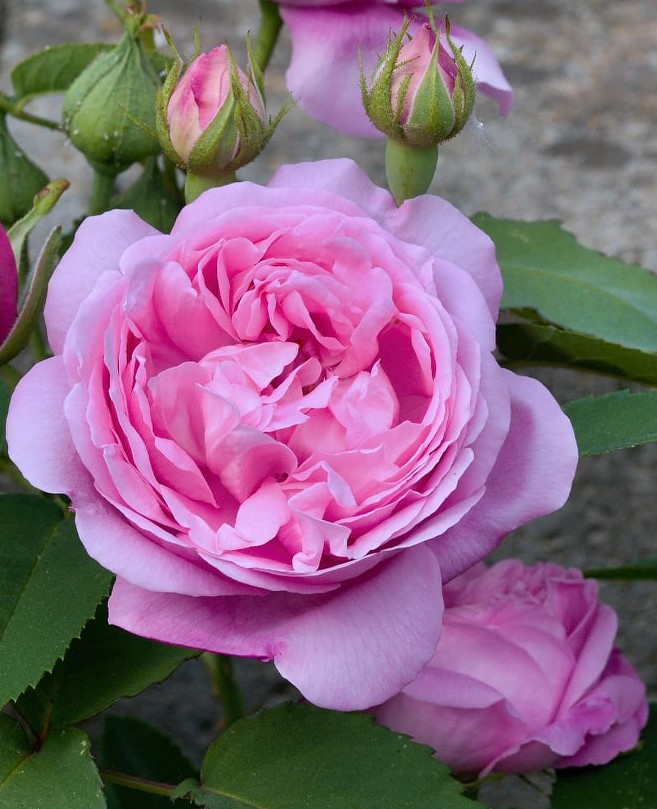
'Coupe d'Hébé' en République tchèque.